# Amantis gestri
Amantis gestri es una especie de insecto de la familia Mantidae, en el orden de los Mantodea.

## Distribución geográfica
Es  endémica de las Filipinas.